# Egzenteracja
Egzenteracja (łac. exenteratio) – jeden z ostatecznych zabiegów na gałce ocznej wykonywany w niektórych poważnych schorzeniach jak np. nowotwory; polega na wypatroszeniu oczodołu wraz z gałką oczną.